# Simeon Fleischer
Simeon Fleischer (* in Fulda; † 18. Januar 1581 in Neustadt an der Haardt) war ein aus der Literatur bekannter deutscher Serienmörder, dem 19 Morde an seinen 31 Ehefrauen zugeschrieben werden.

## Leben
Simeon Fleischer war ein Wollenweber aus Fulda in Hessen. Aus seinem Leben wird Folgendes berichtet.
1. In Marburg nahm er eine Jungfrau zur Ehe, erhielt dazu von seinem väterlichen Gut 160 Gulden, die er bald durchbrachte. Die Ehe hielt keine 20 Wochen, dann ermordete er seine Frau, da er kein Geld mehr hatte, und verkaufte ihre Kleider.
2. Drei kleine Meilen weiter begab er sich erneut in den Ehestand mit einer 40-jährigen Witwe. Die Ehe hielt keine vier Wochen. Er ermordete sie. 40 Gulden waren die Beute.
3. Kurz darauf ehelichte er die Tochter eines Bauern aus der Grafschaft Hanau, die er in einem Wirtshaus sitzenließ.
4. Seine nächste Frau war Tochter eines Schneiders. Mit ihr zog er nach Frankfurt. Eine halbe Meile vor der Stadt brachte er sie um. Zwölf Gulden waren die Beute.
5. In Frankfurt führte er das Weib eines Seilers zur Kirche. Die Ehe hielt neun Wochen, dann verließ er sie und nahm ihr 39 Gulden ab.
6. Nun kam er nach Miltenberg. Die Ehe mit einer Bäckersmagd hielt zwölf Tage, bis er sie bei Tauberbischofsheim in einem Wäldchen erschlug und in die Tauber warf. Fünf Gulden waren die Beute. Aus dem Verkauf ihrer Kleider erzielte er elf Gulden.
7. Die trug er nach Mergentheim und nahm dort eines Zimmermanns Tochter zur Frau. Er gab vor, sie zu seinen Eltern zu führen und warf sie bei Würzburg in den Main. Drei Gulden waren die Beute, die Kleider verkaufte er in Würzburg.
8. In Würzburg nahm er eine Wirtsmagd im Wirtshaus zu der weiten thuer für elf Tage zur Ehe. Bei Rothenburg ob der Tauber ermordete er sie. Er blieb ohne Beute.
9. Nun nahm er eines Hafners Tochter, der er neun Gulden und das Leben nahm.
10. In Dinkelsbühl nahm er die Magd eines Knappen. Er ermordete sie unweit von Ellwangen bei einer Mühle.
11. In Ellwangen nahm er die Tochter eines Schmieds. Er ermordete sie bei Schwäbisch Gmünd. 13 Gulden waren die Beute.
12. In Schwäbisch Gmünd nahm er eine Wirtsmagd. Die warf er bei Marbach in den Neckar.
13. Die nächste Frau war eine Näherin, bei der er drei Wochen blieb und ihr 28 Gulden abpresste.
14. Damit zog er nach Pforzheim und nahm dort eine junge Bäckerstochter, der er Gut und Ehre nahm.
15. Zu Baden nahm er eine.
16. Zu Rastatt noch eine.
17. Und zu Baden oder Rastatt eine dritte. Von den dreien machte er fette Beute.
18. Zu Offenburg führte er eine Schneidersdirne nach Straßburg, die er auch ermordete.
19. Zwischen Straßburg und Hagenau eine.
20. Und noch eine.
21. Und noch eine.
22. Und noch eine vierte.
23. Zu Weißenburg heiratete er eine reiche Witwe, die ihm viel Geld gab. Er ermordete sie samt ihrer Tochter im Wald bei Langenkandel.
24. In Selz am Rhein hielt er sich fünf Tage auf und führte eine Magd von dannen, die bei einem Küfer diente. Bei Landau stürzte er sie in einen Brunnen. 18 Gulden waren die Beute.
25. In Speyer ermordete er eines Wagners Tochter.
26. In Grünstadt nahm er eine zu der Ehe, die er nach elf Tagen grausam ermordete.
27. In Alzey führte er eine Bäckerstochter zur Kirche, die er bei Kreuznach ermordete.
28. Eine weitere ermordete er, die ihm 60 Gulden Beute einbrachte.
29. Eines reichen Bauern Tochter versprach er die Ehe in Kaiserslautern und bekam 100 Gulden bar. Nach fünf Wochen warf er sie in eine Latrine.
30. Bei Neustadt an der Haardt nahm er eine Schneidersmagd. Die Ehe hielt sieben Tage. Er ermordete sie, flog aber auf.

Nun wurde er gefangen nach Neustadt an der Haardt geführt und gestand dort unter der Folter, dass er in sechs Jahren 31 Weiber genommen und ihrer 19 ermordet habe, auch die Orte, wo dies geschehen war.
Am 18. Januar 1581 wurde der 19-fache Frauenmörder hingerichtet. Er wurde gepfählt, mit glühenden Zangen in Stücke gerissen und Hände und Füße wurden ihm abgezwickt. Die Hinrichtung währte drei Tage.

## Überlieferung
Simeon Fleischers Mordtaten sind nur in einem undatierten und unpaginierten Liederdruck – wohl bald nach 1581 – ohne Drucker und Druckort überliefert, der im Kolophon als Nachdruck eines Basler Drucks bezeichnet ist. Der Liederdruck enthält drei Moritaten zu drei im Jahr 1581 hingerichteten Serienmördern:
- Die Moritat von dem Räuber Peter Nirsch, der 520 Morde gestand (1. Lied, im Ton: Es geht ein frischer Sommer daher).
- Die Moritat von dem Räuber Christman Gnipperteinga (hier zur besseren Singbarkeit Christman Gniperdoliga genannt), der sich 964 Morde zuschrieb (2. Lied, im Ton: Hilf Gott das mir gelinge etc.).
- Die Moritat von dem Mörder Simeon Fleischer, der 19 Morde gestand (3. Lied, im Ton: Ewiger Vater etc.).

Der Verfasser ist nicht genannt. In dem einzig bekannten Exemplar der Thüringer Universitäts- und Landesbibliothek wurden bei einer Restaurierung die unpaginierten Seiten [13] und [14] gewendet eingebunden und sind demzufolge in der Online-Version vertauscht. Die Geschichten von Christman Genipperteinga und von Peter Nirsch wurden häufiger aufgegriffen und nacherzählt als die von Simeon Fleischer, die nur hier überliefert ist.

## Wertung
Die Historikerin Joy Wiltenburg unternahm kritische Studien zu den in Drucken der Frühen Neuzeit überlieferten Mördergeschichten. Der Höhepunkt sind die 1570er und 1580er Jahre. In der Grauzone der Überlieferung bestehen verschiedene Möglichkeiten: (1) Die Taten sind echt; diese Möglichkeit findet heute keinen Zuspruch mehr. (2) Oder die Geständnisse wurden unter der Folter erpresst, über Schuld und Unschuld der genannten Täter ließe sich daher nicht mehr befinden. (3) Oder die Taten sind literarische Fiktionen zur Unterhaltung des Publikums. Ebenso wenig ist bekannt, ob die genannten Personen wirklich gelebt haben und wirklich hingerichtet wurden. All diese Unsicherheiten bestehen bei Simeon Fleischer.